# Хюртгенвальд
Хюртгенвальд (нем. Hürtgenwald) — община в Германии, в земле Северный Рейн-Вестфалия.
Подчиняется административному округу Кёльн. Входит в состав района Дюрен.  Население составляет 8668 человек (на 31 декабря 2010 года). Занимает площадь 88,05 км².
Коммуна подразделяется на 13 сельских округов.